# Orectis massiliensis
Orectis massiliensis är en fjärilsart som beskrevs av Pierre Millière 1864. Orectis massiliensis ingår i släktet Orectis och familjen nattflyn. Inga underarter finns listade i Catalogue of Life.